# Фонтането (Лука)
Фонтането је насеље у Италији у округу Лука, региону Тоскана.
Према процени из 2011. у насељу је живело 75 становника. Насеље се налази на надморској висини од 159 м.